# Svanabyn
Svanabyn is een plaats in de gemeente Dorotea in het landschap Lapland en de provincie Västerbottens län in Zweden. De plaats heeft 81 inwoners (2005) en een oppervlakte van 30 hectare. De plaats ligt aan de door een smalle landengte van elkaar gescheiden meren Ullsjön en Svanavattnet.
Bestuurscentrum / Tätort: Dorotea
Småort: Avaträsk · Högland · Svanabyn · Västra Ormsjö
Overig: Bellvik · Borgafjäll · Fågelsta · Granåsen · Häggås · Korssele · Lajksjö · Lavsjö · Mårdsjö · Rajastrand · Risbäck · Storjola · Storbäck · Ullsjöberg · Östra Ormsjö